# Anthocercis gracilis
Anthocercis gracilis ist eine Pflanzenart aus der Gattung Anthocercis in der Familie der Nachtschattengewächse (Solanaceae). Ein englischer Trivialname ist Slender Tailflower.

## Beschreibung
Anthocercis gracilis ist ein rund wachsender Strauch mit einer Wuchshöhe von bis zu 60 cm. Zur Blütezeit ist er nahezu laubblattlos. Meist ist er unbehaart oder mit vereinzelten drüsigen oder nicht-drüsigen Trichomen besetzt. Die Laubblätter sind schmal elliptisch oder umgekehrt eiförmig, aufsitzend und 3 bis 27 mm lang sowie 1 bis 2 mm breit. Sie sind ganzrandig oder fein gezähnt.
Die Blüten stehen verstreut einzeln oder in Zymen. Der Blütenstiel wird 5 bis 8 mm lang, der Kelch erreicht eine Länge von 3,5 bis 4 mm. Die Krone wird 15 bis 21 mm lang, ist blass gelb-grün gefärbt und mit purpurnen Streifen versehen. Die Kronlappen sind linealisch und werden 10 bis 15 mm lang. Die Staubblätter erreichen eine Länge von 3,5 bis 4 mm.
Die Frucht ist eine elliptische, spitze Kapsel mit einer Länge von 6,5 bis 10 mm. Sie enthält Samen mit einer Länge von 1,5 mm.

## Verbreitung und Standorte
Die Art ist ein seltener Endemit, der ausschließlich in Böschungen der Darling Range nahe Perth in Western Australia vorkommt. Sie wächst in Granit-haltigen Boden in offenen Wäldern.

## Nachweise
- Rosemary W. Purdie, David E. Symon und Laurie Haegi: Anthocercis gracilis. In: Flora of Australia, Band 29: Solanaceae. Australian Government Publishing Service, Canberra 1982. S. 13. ISBN 0-642-07015-6.